# Uropodoidea
Uropodoidea (лат.) — надсемейство клещей из инфраотряда уроподов (Uropodina) отряда Mesostigmata. Более 2000 видов, четверть из которых относится к семейству Uropodidae.

## Распространение
Встречаются повсеместно, во всех зоогеографических областях.

## Описание
Мелкие клещи (менее 2 мм) с округлой или овальной формой тела и выпуклым твёрдым дорзальным щитом (отчего внешне сходны с микроскопическими божьими коровками). Отличаются расширенными или сплюснутыми тазиками первой пары ног (Coxae I), покрывающими полностью или частично тритостернум; основание  обычно не шире своей длины; педофоссы обычно хорошо развиты (иногда отсутствуют); наличием двух вентральных щетинок на голенях первой пары ног. На претарзусе развита пара коготков, тазики сближены и почти прикрывают основание вентрального щитка тритостернума. Для большинства представителей характерны редукция хетотаксии ног и щупалец, вытянутые хелицеры с относительно маленькими терминальными пальцами и сильно модифицированный тритостернум. Гнатосома развита и размещена в специальной полости камеростоме. Бёдра IV-й пары ног с 6—8 щетинками различной конфигурцации.

## Классификация
Более 90 родов и 2000 видов, около 30 семейств
- Baloghjkaszabiidae Hirschmann, 1979 (1 род, 3 вида)
- Brasiluropodidae Hirschmann, 1979 (2 рода, 18 видов)
- Cillibidae Trägårdh, 1944 (2 рода, 19 видов)[4]
- ?Circocyllibamidae Sellnick, 1926 (Circocylliba)[5][6][7]
- Clausiadinychidae Hirschmann, 1979 (1 род, 4 вида)
- Cyllibulidae Hirschmann, 1979 (1 род, 32 вида)
- Deraiophoridae Trägårdh, 1952 (1 род, 36 видов)
- Dinychidae Berlese, 1916 (1 род, 34 вида)
- Discourellidae Baker & Wharton, 1952 (1 род, 76 видов)
- Eutrachytidae Trägårdh, 1944 (1 род, 36 видов)
- Hutufeideriidae Hirschmann, 1979 (1 род, 9 видов)
- Kaszabjbaloghiidae Hirschmann, 1979 (1 род, 6 видов)
- Macrodinychidae Hirschmann, 1979 (4 рода, 22 вида)
- Metagynuridae Balogh, 1943 (2 рода, 17 видов)
- Nenteriidae Hirschmann, 1979 (2 рода, 128 видов)
- Oplitidae Johnston, 1968 (8 родов, 163 вида)
- Phymatodiscidae Hirschmann, 1979 (1 род, 10 видов)
- Polyaspididae Berlese, 1913 (1 род, 16 видов)
- Prodinychidae Berlese, 1917 (3 рода, 16 видов)
- ?Protodinychidae (или в Thinozerconoidea)
- Rotundabaloghiidae Hirschmann, 1979 (4 рода, 165 видов)
- Tetrasejaspidae Hirschmann, 1979 (1 род, 15 видов)
- Trachytidae Trägårdh, 1938 (7 родов, 108 видов)
  -  ?=Dithinozerconidae[8]
- Trachyuropodidae Berlese, 1917 (17 родов, 99 видов)
- Trematuridae Berlese, 1917 (13 родов, 401 вид)
- Trichocyllibidae Hirschmann, 1979 (5 родов, 57 видов)
- Trichouropodellidae Hirschmann, 1979 (1 род, 11 видов)
- Trigonuropodidae Hirschmann, 1979 (1 род, 87 видов)
- Uroactiniidae Hirschmann & Zirngiebl-Nicol, 1964 (3 рода, 67 видов)
- Urodiaspididae Trägårdh, 1944 (3 рода, 26 видов)
- Urodinychidae Berlese, 1917 (13 родов, 267 видов)
- Uropodidae Kramer, 1881 (9 родов, 261 вид)
- incertae sedis, 5 родов, 5 видов